# Kasper Eistrup
Kasper Baltazar Eistrup (Skovshoved, Dinamarca, 24 de enero de 1973) es un músico, pintor, cantante, compositor, guitarrista, productor y actor, conocido por ser el vocalista y miembro fundador de la banda danesa Kashmir.
En la primavera de 1991, él conoció a dos de los miembros futuros de la banda durante su estancia como estudiante en Frederiksberg, en el internado Kastanievejens Efterskole. Inicialmente, ellos nombraron a su banda 'Nirvana', pero lo cambiaron después del auge de la banda estadounidense que llevaba el mismo nombre.
Dentro de sus álbumes más reconocidos está "Zitilites", el cual, ellos mismos produjeron, creando sin duda unas de sus más grandes composiciones, entre las cuales encontramos "Rocket Brothers", "Surfing the warm industry", "Melpomene", "The aftermath" e "In the sand".